# Statut d'autonomie de la communauté de Madrid
Lire en ligne

noticias.juridicas.com

La loi organique 3/1983, du 25 février, portant statut d'autonomie de la communauté de Madrid (en espagnol : Ley Orgánica 3/1983, de 25 de febrero, de Estatuto de Autonomía de la Comunidad de Madrid), plus couramment appelée statut d'autonomie de la communauté de Madrid (en espagnol : Estatuto de Autonomía de la Comunidad de Madrid) est une loi organique espagnole qui constitue le statut d'autonomie de la communauté autonome de la communauté de Madrid.
Entrée en vigueur le 1er mars 1983, elle a été révisée à trois reprises.

## Cadre
La Constitution du royaume d'Espagne du 27 décembre 1978 reconnaît « et garantit le droit à l'autonomie des nationalités et des régions qui la composent ».
Dans son article 143, elle dispose que « Dans l'exercice du droit à l'autonomie reconnu à l'article 2 [...], les provinces constituant une entité régionale historique pourront accéder à l'autogouvernement et se constituer en communautés autonomes conformément aux dispositions [...] de leurs statuts respectifs. ». L'article 147 précise que « les statuts sont la norme institutionnelle fondamentale de chaque communauté autonome et l'État les reconnaît et les protège comme partie intégrante de son ordre juridique. ».

## Historique

### Préalable à l'élaboration
Au lendemain de l'adoption de la Constitution, la province de Madrid se trouve dans une situation singulière. D'une part, les provinces qui forment la future communauté autonome de Castille-La Manche refusent de l'intégrer dans leur projet d'autonomie, d'autre part elle n'a pas d'identité régionale historique et elle accueille sur son territoire la ville de Madrid, capitale de l'État espagnol.
Trois solutions sont alors envisagées : faire de la zone métropolitaine de Madrid une collectivité territoriale particulière, à l'image de Washington, D.C. et intégrer le reste de la province aux provinces limitrophes ; intégrer plus tard la province de Madrid dans la Castille-La Manche (le régime de pré-autonomie de 1978 prévoyant expressément cette possibilité) ; faire de la province de Madrid une communauté autonome à part entière.
Puisque la province de Madrid ne peut prétendre représenter une « entité régionale historique », l'article 144 alinéa a) de la Constitution a été appliqué. Il dispose que « Les Cortes Generales, par une loi organique motivée par l'intérêt national, peuvent autoriser la création d'une communauté autonome dont le ressort territorial ne dépasse pas celui d'une province et qui ne réunit pas les conditions du paragraphe premier de l'article 143 ».
Ainsi, la députation provinciale dépose le 26 juin 1981 au Congrès des députés une décision sollicitant l'autorisation, pour des raisons d'intérêt national, de constituer la province de Madrid en une communauté autonome. Le 18 février 1982, les quatre principaux groupes parlementaires déposent donc une proposition de loi organique allant dans ce sens, qui est adoptée définitivement par les Cortes Generales le 21 juin 1982, promulguée le 7 juillet et publiée deux semaines plus tard.

### Adoption
Cette même loi organique indique que le statut sera élaboré conformément à l'article 146 de la Constitution, qui dispose que « Le projet de statut est élaboré par une assemblée composée des membres de la députation provinciale des provinces concernées et par les députés et les sénateurs élus dans leur ressort, et il sera transmis aux Cortes Generales pour être examiné comme une loi. ».
Le projet de loi organique est déposé au Congrès le 31 août 1982, mais ce même jour les deux chambres sont dissoutes par Leopoldo Calvo-Sotelo et le texte est alors considéré comme caduc. À la suite des élections générales anticipées, le nouveau gouvernement de Felipe González, dans un souci d'efficacité, reprend à son compte le projet et le dépose lui-même au Congrès le 22 décembre.
Le projet de statut dispose que « La communauté autonome de Madrid se constitue sous la dénomination de communauté de Madrid ». Il crée trois institutions de gouvernance décentralisé : l'Assemblée de Madrid, le président de la communauté de Madrid et le conseil de gouvernement. Le texte est adopté en séance plénière par les députés le 25 janvier 1983 par 299 voix pour, deux voix contre et huit abstentions. Le Sénat ayant approuvé un certain nombre d'amendements, le projet de loi revient au Congrès, qui approuve l'intégralité des modifications apportées par les sénateurs le 22 février. Quelques heures plus tard, le texte est adopté par 300 voix pour, une voix contre et deux abstentions.
Avant-dernier statut d'autonomie adopté par les Cortes Generales, la loi organique ne prévoit, pas contrairement aux autres statuts, un régime transitoire d'autonomie jusqu'à la tenue des élections autonomiques de mai 1983. Ainsi, la création d'une assemblée législative provisoire — devant disparaître lors des premières élections de l'Assemblée de Madrid — a finalement été abandonnée, considérant que peu de temps séparait l'adoption du statut de la tenue de ces élections ; la gestion des intérêts de la communauté de Madrid se trouvant ainsi confiée à la députation provinciale, appelée à s'éteindre une fois constitués les organes de gouvernement décentralisé.

## Contenu
Le statut d'autonomie est organisé ainsi : 
| Partie                      | Titre                                                         | Articles           | Contenu |
| --------------------------- | ------------------------------------------------------------- | ------------------ | --- |
| Titre préliminaire          | Titre préliminaire                                            | 1-7                | Dénomination, organisation territoriale, symboles                                                          |
| I                           | De l'organisation institutionnelle de la communauté de Madrid | 8-25               | Fonctions et fonctionnement des institutions du gouvernement décentralisé                                  |
| II                          | Des compétences de la communauté de Madrid                    | 26-33              | Compétences exclusives, encadrées, d'exécution, coopération décentralisée                                  |
| III                         | Du régime juridique                                           | 34-44              | Administration publique autonomique et règles de contrôle des normes et actions de la communauté de Madrid |
| IV                          | De l'organisation judiciaire                                  | 45-50              | Tribunal supérieur de justice, compétences des tribunaux, administration judiciaire                        |
| V                           | Économie et finances                                          | 51-63              | Budget, fiscalité, péréquation, patrimoine                                                                 |
| VI                          | Réforme du statut                                             | 64                 | Modalités de réforme de la loi organique                                                                   |
| Dispositions additionnelles | Dispositions additionnelles                                   | 1re et 2e          | Impôts cédés et coordination électorale                                                                    |
| Dispositions transitoires   | Dispositions transitoires                                     | 1re à 7e           | Transition juridique, transferts de compétences                                                            |
| Disposition finale          | Disposition finale                                            | Disposition finale | Date d'entrée en vigueur                                                                                   |